# 橫濱公園

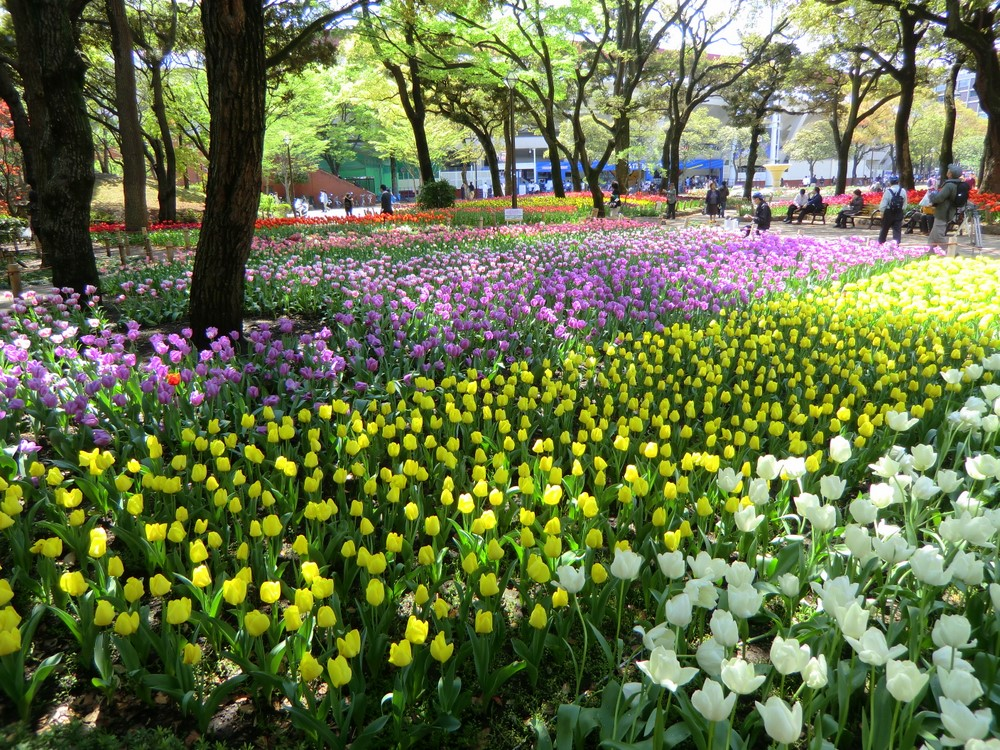

橫濱公園（日语：横浜公園、よこはまこうえん、Yokohama Park）是位於日本神奈川縣橫濱市中區的一座公園及地名。公園內有橫濱DeNA海灣之星的主場球場橫濱球場。橫濱公園是橫濱市內僅次於山手公園的第二古老的西洋式公園，亦是日本最古老的對日本人開放的西洋公園，設立於1875年。日本第一場橄欖球國際比賽亦是在這裡舉行。